# Calchín Oeste
Calchín Oeste é um município da província de Córdova, na Argentina.